# Čtveřín
Čtveřín település Csehországban, Libereci járásban. Čtveřín Radimovice, Sychrov, Paceřice, Lažany, Pěnčín, Příšovice és Přepeře településekkel határos. Lakosainak száma 607 fő (2024. január 1.).

## Népesség
A település lakosságának változását az alábbi diagram mutatja:
| Lakosok száma | 455  | 538  | 617  | 441  | 413  | 406  | 512  | 534  | 582  | 607  |
|               | 1869 | 1890 | 1921 | 1950 | 1980 | 2001 | 2017 | 2019 | 2022 | 2024 |